# القاعدة الجوية البحرية بالخروبة
القاعدة الجوية البحرية بالخروبة (بالفرنسية: Base d'aéronautique navale de Karouba أو اختصارا BAN Karouba)‏ هي قاعدة للقوات البحرية للطيران البحري الفرنسي، كانت منتصبة بالخروبة في بنزرت في تونس.

## التاريخ
أول قاعدة منتصبة تابعة للبحرية الفرنسية ترجع على أقل تقدير لسنة 1917 (أول قائد للقاعدة)، باستقبالها لطائرات مائية قبل الحرب، دمر جزء من القاعدة أثناء الحرب العالمية الثانية، واحتلتها ألمانيا النازية في 1942، أين تم قصفها عدة مرات، قبل أن تسترجعها القوات الأمريكية في 1943.

بعد الحرب، تم إعادة إصلاح القاعدة وإعادة العمل بها من قبل القوات الفرنسية، واستقبلت عدة وحدات من أسطول 9 أف وأسطول 17 أف. بالرغم من استقلال تونس في 20 مارس 1956، إلا أن فرنسا بقيت تستعمر القاعدة وذلك حتى 1963، أين بدأت تستعملها القوات الجوية التونسية بعد أحداث بنزرت.

## الوحدات المتمركزة في القاعدة
- سبتمبر 1952 - يوليو 1958: أسطول 4 أف.
- أغسطس - نوفمبر 1953: أسطول 12 أف.
- نوفمبر 1953 - أبريل 1955: أسطول 15 أف.
- ديسمبر 1955 - يوليو 1963: أسطول 12 أف.
- مارس 1956 - ديسمبر 1960: أسطول 28 أف.
- مارس 1957 - يناير 1962: أسطول 11 أف.
- أغسطس 1958 - مارس 1962: أسطول 17 أف.
- يوليو 1961 - يوليو 1963: أسطول 14 أف.

## مقالات ذات صلة
- أحداث بنزرت
- القوات البحرية للطيران البحري
- قائمة أسراب وأساطيل الطيران البحري الفرنسي

## روابط خارجية
- (بالفرنسية) SEQUENCE HISTOIRE DE L’AVIATION, KAROUBA, Base Aéronavale oubliée ...Ou le repère des Corsair de la Bataille de Bizerte، أفياتيك.